# Sedum tuberiferum
Sedum tuberiferum är en fetbladsväxtart som beskrevs av Nikolai Andreev Stojanov och Stefanov. Sedum tuberiferum ingår i Fetknoppssläktet som ingår i familjen fetbladsväxter. Inga underarter finns listade i Catalogue of Life.